# اچ‌ام‌اس امپرس (دی۴۲)
اچ‌ام‌اس امپرس (دی۴۲) (به انگلیسی: HMS Empress (D42)) یک کشتی بود که طول آن ۴۹۵ فوت ۷ اینچ (۱۵۱٫۰۵ متر) بود. این کشتی در سال ۱۹۴۲ ساخته شد.